# 만엔 원년의 풋볼
《만엔 원년의 풋볼》(일본어: 万延元年のフットボール)은 일본의 작가인 오에 겐자부로의 소설이다. 1967년 1월부터 7월까지 고단샤에서 발행한 문학 잡지 《군조》(群像)에 연재되었고 같은 해 9월에 단행본으로 출간되었다. 오에 겐자부로는 1967년에 일본의 대표적 문학상 가운데 하나인 제3회 다니자키상을 수상하게 된다. 영어권에서는 《침묵의 외침》(The Silent Cry)이라는 제목으로 출간되었다.

## 줄거리
소설은 1960년대 초반에 일본에 살던 두 형제의 이야기를 다루고 있다. 화자이자 애꾸눈인 미쓰사부로는 도쿄의 영어 교수와 결혼했고 그의 동생인 다카시는 미국에서 막 돌아왔다. 미쓰사부로와 그의 아내인 나쓰미는 일련의 위기를 겪었다. 두 사람은 신체적, 정신적 장애가 있는 아기를 기관에 맡겼다. 얼마 뒤 미쓰사부로의 친구는 머리를 진홍색으로 칠하고 항문에 오이를 꽂고 목을 매면서 자살하게 된다. 또한 나쓰미는 알코올 중독에 빠지게 된다. 미쓰사부로는 직장을 그만두고 시코쿠 지방의 숲 속 빈 곳을 배경으로 형제의 고향 마을로 여행을 떠난다.
형제의 가족은 이 마을의 주요 가문 가운데 하나였다. 다카시는 1860년에 농민 반란을 일으킨 증조부의 남동생에 대한 기억에 집착한다. 미쓰사부로는 반란의 지도자가 추종자들을 배신했다고 믿으며 사건을 다르게 기억한다. 마을 근처에서 일어난 조선인 정착촌 습격 사건으로 사망한 형인 S의 죽음에 대해서도 의견이 분분해졌다. 다카시는 전사의 죽음을 폭로하고 미쓰사부로는 이전 습격에서 조선인의 죽음에 대한 보복으로 살해를 자원했다고 회상한다. 지적 장애가 있던 여동생은 다카시와 함께 살던 도중에 자살했다.
다카시는 자신이 살던 마을에 노예 노동자를 데려왔지만 이제 막 경제적 지배권을 갖게 된 조선인 '황제'에게 구라야시키(일본의 전통적인 주택 창고)를 팔기로 합의하게 된다. 또한 마을의 다른 는 슈퍼마켓으로 변모하여 소규모 상점이 문을 닫게 된다. 다카시는 또한 비밀리에 황제의 모든 가족이 소유했던 땅을 팔기로 합의한다.
다카시는 미식축구 훈련을 시작으로 마을의 젊은이들을 그룹으로 조직하기 시작한다. 미쓰사부로는 다카시의 속임수를 알게 되면서 다른 사람들과 고립되지만 아내는 다카시 편에 서게 된다. 미쓰사부로는 구라야시키에 살게 되고 다카시는 가족의 본관으로 그룹을 옮긴다.
다카시는 자신의 무리를 이용해 천황에 반대하는 봉기를 일으켜 슈퍼마켓을 약탈하고 백성들에게 상품을 나눠준다. 또한 다카시는 나쓰미와의 성관계를 시작하고 추종자 가운데 한 명을 보내 미쓰사부로에게 알린다. 하지만 결국 사람들은 환멸을 느끼고 결국 한 소녀가 살해당한다. 다카시는 자신이 그녀를 강간하려다가 살해했다고 주장했다. 그는 무리에게 버림받고 마을 사람들이 와서 린치하거나 체포하기를 기다렸다. 그러나 미쓰사부로는 자신의 이야기를 믿지 않고 다카시가 소녀의 우발적인 죽음을 자신의 폭력적인 죽음을 설계하는 방법으로 사용하고 있다고 증언했다. 다카시는 미쓰사부로에게 자신과 격렬한 관계를 끝낸 후 여동생이 스스로 목숨을 끊었다고 인정한다. 다카시는 자신이 살해당할 것이라는 다카시의 믿음을 경멸한 후 '나는 진실을 말했다'는 글을 남기고 스스로 총을 쏜다.
얼마 뒤 황제가 와서 마을에 있던 쿠라야시키를 철거하기 시작한다. 그리고 증조부의 동생이 일으킨 반란이 실패로 끝난 이후에 여생을 숨어 지내던 비밀 지하실이 발견된다. 미쓰사부로와 나쓰미는 장애가 있는 아기, 나쓰미가 안고 있는 다카시의 태아와 함께 다시 살기로 결심한다. 미쓰사부로는 예전 직장으로 복귀하지 않기로 결심하고 대신 아프리카 야생동물 탐험대에서 번역가로 일하겠다는 제안을 받아들인다.

## 문학적 의미 및 비평
일본에서 최초로 출간된 소설의 제목은 소설 속에 등장하는 반란이 일어난 1860년(만엔 시대 원년, 일본의 에도 막부가 최초로 미국에 사절을 파견한 해), 1960년에 체결된 일본과 미국 간의 상호 협력 및 안전 보장 조약으로 대표되는 일본에 대한 미국의 영향력, 그리고 다카시가 스스로 봉기를 시작하는 미식축구를 연결하고 있다. 오에 겐자부로는 나중에 집필한 자신의 에세이에서 작가의 상상력을 수평적 내러티브와 두 시대의 수직적 관계를 연결하는 클램프에 비유했다. 오에는 또한 미식축구의 지나가는 앞뒤 움직임과 두 시대의 이야기 사이의 상호 관계 사이에 평행선을 그렸다. 미치코 윌슨은 다카시라는 등장인물이 가진 폭력적이고 참회적인 측면, 수동적이고 지적인 미쓰사부로와 자연과 접촉하는 적극적인 다카시 사이의 논제-반언 관계에 대한 비교를 확장한다.
수전 네이피어는 소설 연구에서 이야기의 신화적 측면을 강조한다. 그의 이전 작품들과 마찬가지로 침묵의 외침은 일본의 다른 지역과 단절되고 기괴한 인물들로 가득 찬 비현실적인 아르카디아라는 배경을 가지고 있다. 네이피어는 책의 절정을 이루는 다카시의 자살이 여동생과의 관계에 대한 죄책감 때문에만 설명될 수 없다고 주장한다. 오히려 그의 죽음은 신화의 관점에서 미쓰사부로와 마을의 구원을 위해 필요한 희생이며 그의 격렬한 관계는 희생의 구실에 불과하다고 편가한다.
《만엔 원년의 풋볼》은 오에의 작품에서 핵심적인 작품으로 널리 알려져 있다. 윌슨은 이 소설이 오에의 작품을 조사하는 데 한 장 전체를 할애한 유일한 소설(《동시대 게임》 외)이라고 평가했고 네이피어는 이 소설이 그의 소규모 초기 작품과 후기 소설의 광범위한 캔버스 사이에서 그의 작품의 전환점이 될 것으로 평가했다. 따라서 두 사람은 "아마도 일본의 역사, 사회, 정치를 하나의 긴밀한 내러티브 안에 요약하려는 그의 가장 성공적인 노력"이라고 평가한다. 이 소설은 1980년대에 출간된 《새싹 뽑기, 어린 짐승 쏘기》까지 이어진 오에가 목회 환경에서 형제를 묘사한 일련의 작품의 종말을 의미하기도 한다.